# Amedeo Minghi
Amedeo Minghi (ur. 12 sierpnia 1947 w Rzymie) – włoski piosenkarz i twórca tekstów. Pisał teksty dla wielu włoskich wykonawców (Andrea Bocelli, Mietta, Mia Martini, Anna Oxa, Marcella Bella, Gianni Morandi and Rossana Casale). Skomponował kilkanaście ścieżek dźwiękowych do filmów telewizyjnych (m.in. do filmu Fantaghiro).
Jest twórcą oficjalnej piosenki na uroczystość beatyfikacji papieża Jana Pawła II - będzie nią cover jego utworu sprzed lat Un Uomo venuto da molto Lontano (Człowiek z dalekiego kraju). Pieśń ta została odśpiewana między innymi w 2000 roku w Watykanie z okazji jubileuszu Kościoła przed samym papieżem oraz w 2003 roku z okazji 25-lecia pontyfikatu Jana Pawła II. Utwór w nowym wykonaniu został nagrany w Rzymie na przełomie stycznia i lutego 2011. Amedeo Minghi zaśpiewał piosenkę wspólnie z polską mezzosopranistką Izabelą Kopeć. Tekst do włosko-polskiej wersji napisały polska pisarka Małgorzata Kalicińska i jej córka Basia Grabowska.

## Dyskografia
- Amedeo Minghi (1973)
- Minghi (1980)
- 1950 (1983)
- Quando l'estate verra' (1984)
- Cuori di pace (1986)
- Serenata (1987)
- Le nuvole e la rosa (1988)
- La vita mia (En vivo) (1989)
- Amedeo Minghi in concerto (En vivo) (1990)
- Nene (1991)
- Fantaghiro (Banda sonora) (1991)
- I ricordi del cuore (1992)
- Dallo stadio Olimpico (En vico) (1993)
- Come due soli in cielo (1994)
- Come due soli in cielo "Il racconto" (En vivo) (1995)
- Cantare e' d'Amore (1996)
- Il fantastico mondo di Amedeo Minghi (Banda sonora) (1996)
- Decenni (1998)
- Minghi Studio Collection (1999)
- Minghi Studio Collection (Edición de San Remo) (2000)
- Anita (2000)
- L'altra faccia della luna (2002)
- Su di me (2005)
- Sotto L'Ombrellone (con Lino Banfi)(2005)
- The Platinum collection (2006)
- 40 anni di me con voi Halidon (2008)
- L'allenatore nel pallone 2 (Soundtrack) (2008)
- All'Auditorium. L'ascolteranno gli americani (2009)